# سگ‌ماهی برهنه
سگ‌ماهی برهنه (نام علمی: Centroscyllium kamoharai) نام یک گونه از راسته خاردارکوسه‌سانان است.